# Fabricio Agosto Ramírez
Fabricio Agosto Ramírez, més conegut com a Fabri (nascut el 31 de desembre de 1987 a Vecindario, Gran Canària) és un futbolista canari, que ocupa la posició de porter, actualment al Fulham FC. Ha estat internacional amb la selecció espanyola sub-20.

## Trajectòria
Comença a destacar a la UD Vecindario de les Illes Canàries, d'on passa, el 2005, a les files del Deportivo de La Corunya. Donada la suspensió dels dos primers porters del Deportivo, Munúa i Aouate, passa a ser el porter titular. Amb els gallecs hi debuta a la màxima categoria al 13 de gener de 2008, en partit contra el Vila-real CF (perdut per 4 a 3). Al mes de febrer, quan són reincorporats l'uruguaià i l'israelià, hi retorna al Deportivo B.
A la temporada 08/09 puja definitivament com a porter suplent del primer equip, tot jugant partits de la Copa del Rei. L'estiu del 2009, fitxa pel Reial Valladolid.